# Meioneta luctuosa
Meioneta luctuosa là một loài nhện trong họ Linyphiidae.
Loài này thuộc chi Meioneta. Meioneta luctuosa được Alfred Frank Millidge miêu tả năm 1991.